# Automobiles Barré
Pour les articles homonymes, voir Barré.
Automobiles Barré est la marque d'un constructeur d'automobiles français de la fin du XIXe siècle et du début du XXe siècle, basée à Niort et fondée par Gaston Barré.

## Histoire
Gaston Barré ouvre un atelier de cycles rue Ricart à Niort et commence la fabrication en 1894. Persuadé de l'avenir de l'automobile, il se lance dans l'assemblage de tricycles et de quadricycles à partir de 1897 Le développement de l'activité implique un investissement dans de nouveaux locaux situés avenue de la République. La voiturette Barré, composée d'un assemblage de pièces en provenance de divers fournisseurs, reçoit une médaille d'or à l'Exposition universelle de 1900.
En 1912, les voitures Barré remportent trois premières places du tour de France automobile qui se dispute sur 4 000 km et 13 étapes. Plutôt rallye touristique que course, cette épreuve nécessite de tenir une moyenne sans pénalités ; 40 véhicules obtiennent la première place.
Les ventes sont essentiellement régionales mais le développement d'une gamme complète se fait jusqu'à la Première Guerre mondiale. L'usine est alors consacrée à la fabrication d'obus et de véhicules pour l'armée. L'après-guerre ne permet pas de retrouver les cadences de production de l'avant-guerre alors que la demande est forte. Le déclin est irrémédiable et entraîne l'arrêt de la production en 1933.
Le lycée des métiers de l’automobile et de la logistique de Niort porte le nom de Gaston Barré.

## Galerie

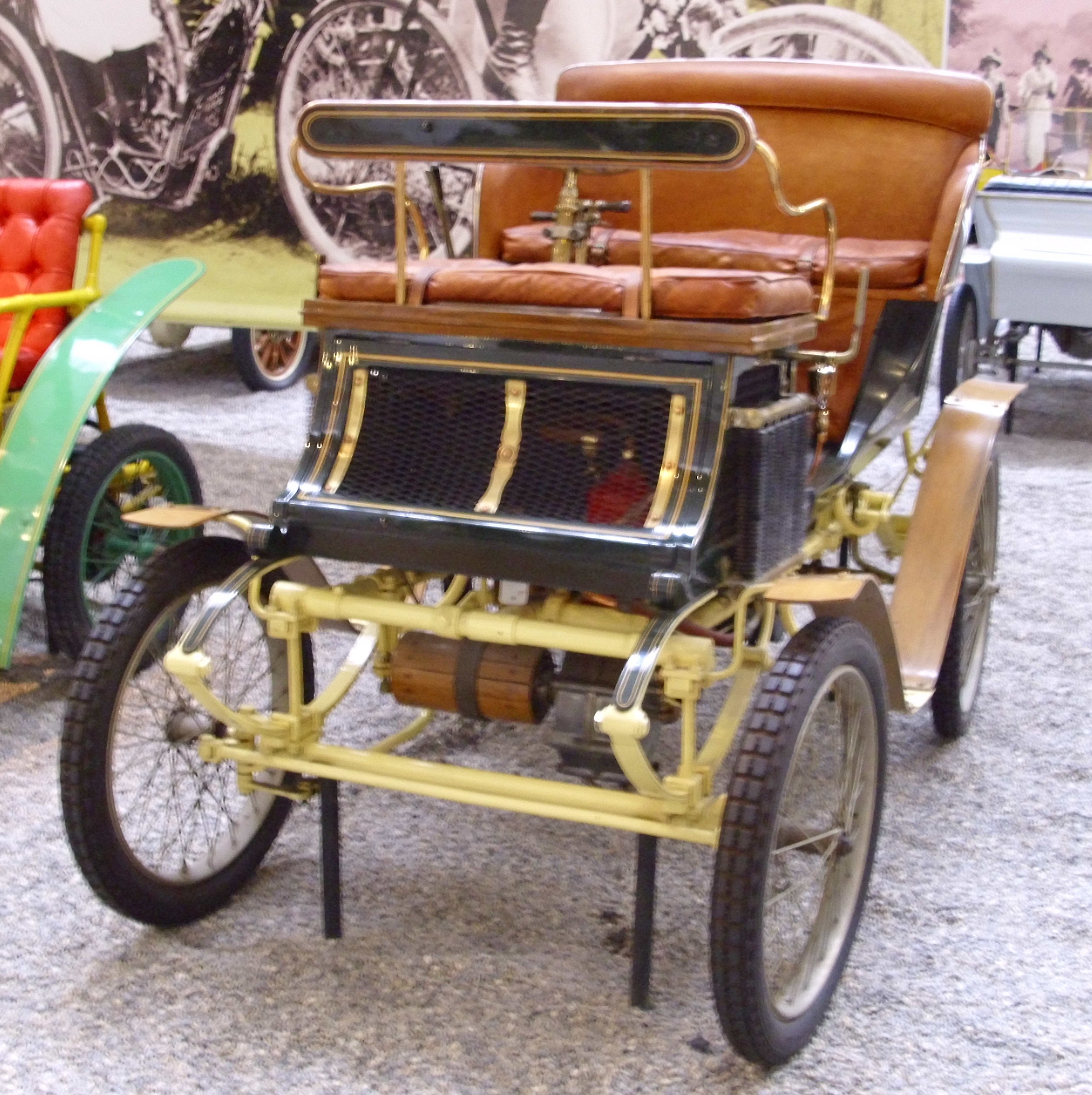
1897 : Vis-à-Vis Barré 1 cylindre. Musée national de l'automobile.
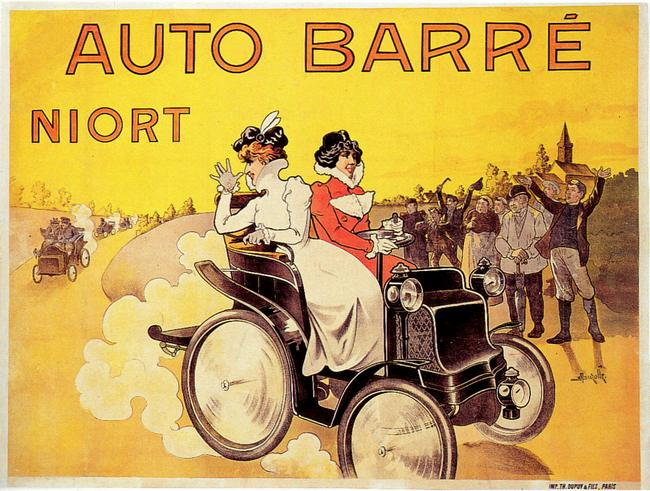
Auto Barré Niort, affiche de Marcellin Auzolle, 1903.
1903 : Barré 8HP Monocylindre.
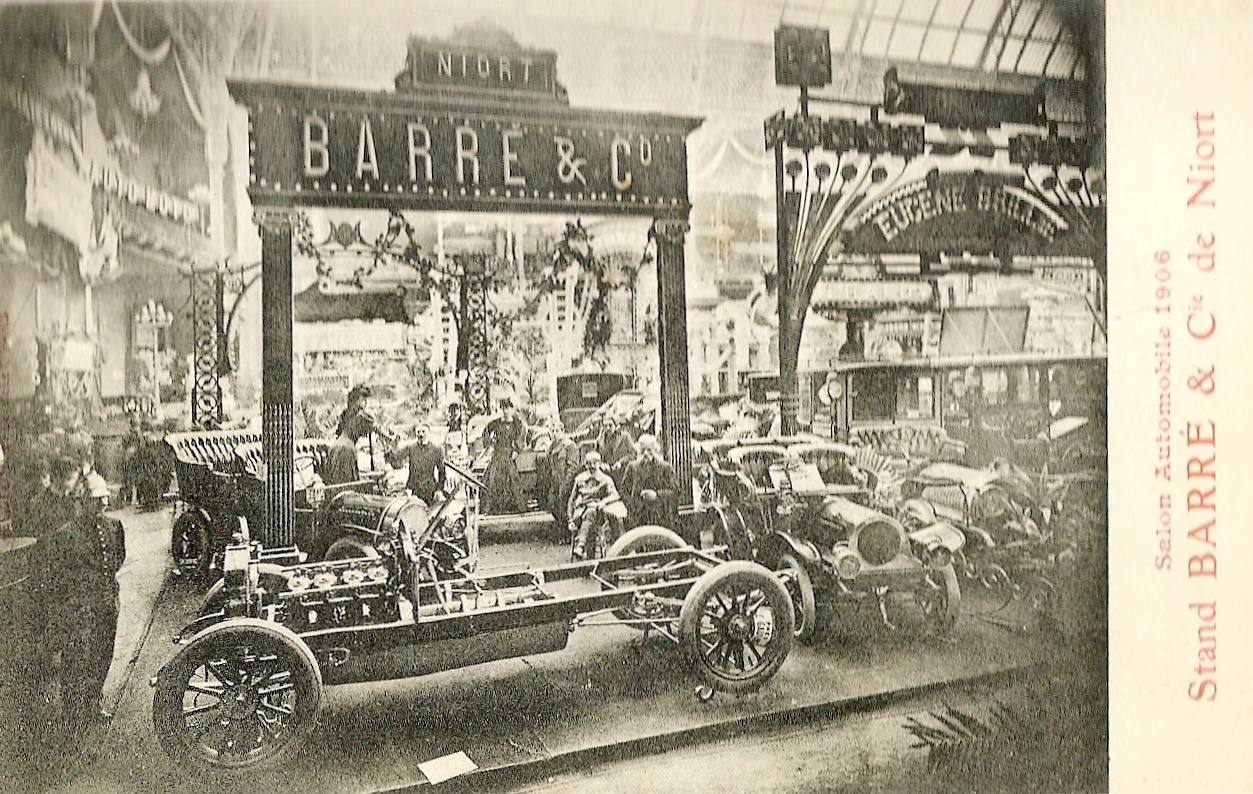
Salon de l'automobile de Paris 1906.
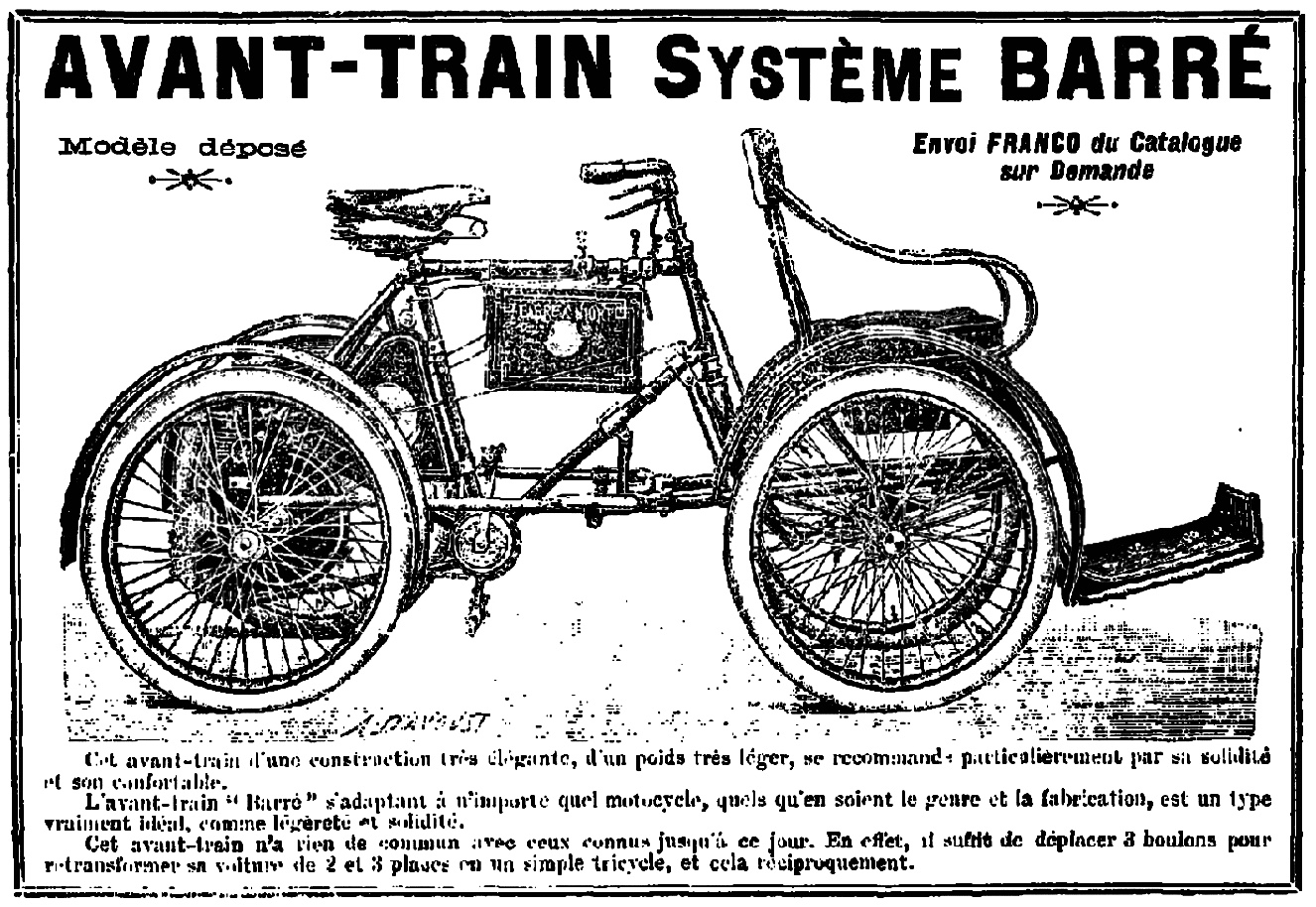
Avant-Train Barré (1900)